# Filemó d'Atenes
Filemó (en llatí Philemon, en grec antic Φιλήμων) fou un gramàtic i lingüista grec nadiu d'Atenes, autor d'una obra o obres sobre el dialecte àtic, citada sota els títols de Αττικαὶ λέξεις ("Atticai Lexeis" la forma àtica de parlar), ̓Αττικαὶ φωναί ("Attica Phonai" la forma àtica de dir), ̓Αττικὰ ὀνόματα ἢ γλω̂σσαι (Attica onómata é glossai" la pronúncia àtica i les paraules), περὶ ̓Αττικω̂ν ὀνομάτων ("Peri atticon onomaton" sobre les paraules àtiques).
Ateneu de Naucratis esmenta un llibre amb el títol de παντοδαπω̂ν χρηστηρίων ("Pantodapon Chresterion" Préstecs de totes les procedències) que podria ser part de la mateixa obra. Ateneu també cita altres passatges que demostren el coneixement que tenia Filemó del dialecte àtic, i diu que també coneixia la llengua llatina. En queden alguns fragments, però l'Etymologicum Magnum el cita amb freqüència.